# Live in Umeå 1997
Live in Umeå 1997, 1997 gjorde Refused en spelning för P3 Live.

## Låtlista
1. Circle Pit
2. Rather Be Dead
3. Hook, Line And Sinker
4. Burn It
5. Life Support Addiction
6. Return to the Closet
7. Burn the Flag
8. Everlasting
9. New Noise
10. Coup D'état
11. The Slayer
12. Pretty Face
13. Voodoo People